# Взьонхув
Взьонхув (пол. Wziąchów, нім. Junghof) — село в Польщі, у гміні Поґожеля Гостинського повіту Великопольського воєводства.
Населення — 279 осіб (2011).
У 1975-1998 роках село належало до Лешненського воєводства.

## Демографія
Демографічна структура станом на 31 березня 2011 року:
|          | Загалом | Допрацездатний вік | Працездатний вік | Постпрацездатний вік |
| -------- | ------- | ------------------ | ---------------- | -------------------- |
| Чоловіки | 140     | 32                 | 100              | 8                    |
| Жінки    | 139     | 30                 | 80               | 29                   |
| Разом    | 279     | 62                 | 180              | 37                   |